# Brooks Koepka
Brooks Koepka (3 de mayo de 1990) es un golfista profesional estadounidense que juega en la LIV Golf tour.
Se clasificó entre los 25 primeros en el Ranking Mundial de Golf Oficial, eligió una ruta diferente a la de otros jóvenes americanos para obtener el estatus en la PGA Tour, comenzando su carrera en el European Challenge Tour y eventualmente en el European Tour.
Jugó al golf colegial en la Universidad Estatal de Florida.
Koepka se adjudicó su primer gran campeonato al ganar el Abierto de los Estados Unidos de 2017 en Erin Hills.
Koepka se adjudicó su segundo gran campeonato consecutivo al ganar el Abierto de los Estados Unidos de 2018 en Shinnecock Hills Golf Club en Shinnecock Hills, Nueva York.
Ese mismo año obtuvo a su vez su tercer mayor en el PGA Championship al vencer por dos golpes a Tiger Woods en Bellerive Country Club de San Louis, Missouri.

## Trayectoria en los grandes
| Tournament                | 2012 | 2013 | 2014 | 2015 | 2016 | 2017 | 2018 | 2019 | 2020 | 2021 | 2022 | 2023 |  |
| Masters de Augusta        |      |      |      | T33  | T21  | T11  |      | T2   | T7   | CUT  | CUT  | T2   |  |
| Abierto de Estados Unidos | CUT  |      | T4   | T18  | T13  | 1    | 1    | 2    |      | T4   | 55   |      |  |
| Abierto Británico         |      | CUT  | T67  | T10  |      | T6   | T39  | T4   | ND   | T6   | CUT  |      |  |
| Campeonato de la PGA      |      | T70  | T15  | T5   | T4   | T13  | 1    | 1    | T29  | T2   | T55  | 1    |  |

LA = Mejor Amateur

CUT = No pasó el corte

"T" = Empatado

ND = No Disputado

Gris = No jugó

Fondo verde indica victoria. Fondo amarillo, puesto entre los diez primeros (top ten).